# Milan Medvešek
Milan Medvešek, slovenski društveni delavec in publicist  * 2. januar 1908, Novo mesto, Avstro-Ogrska, † 27. junij 1966, Cleveland, Združene države Amerike. 
Leta 1928 je odšel za očetom v Cleveland. Tu je sodeloval kot odbornik v slovenskih društvih in bil igralec ter režiser v amaterskih gledaliških skupinah. Članke je objavljal v listih Enakopravnost in Prosveta, ter pomagal pri urejanju Cankarjevega glasnika (urednik Etbin Kristan). Med 2. svetovno vojno je sodeloval v akcijah za pomoč domovini. Po vojni se je preselil v Chicago, bil pomožni, nato glavni urednik Prosvete, zadnja leta pa njen upravnik.